# Peter van Straaten
Peter van Straaten (Arnhem, 25 maart 1935 – Amsterdam, 8 december 2016) was een Nederlands cartoonist, striptekenaar en schrijver.
Hij maakte zowel humoristisch bedoelde politieke prenten als grappen over 'het leven'. Van Straaten won vijf keer de Inktspotprijs.

## Biografie
Na zijn jaren op het Stedelijk Gymnasium Arnhem, waar hij illustraties maakte voor de schoolkrant over vogels en natuur, doorliep Van Straaten een opleiding aan de Kunstnijverheidschool van Amsterdam. Hij begon zijn carrière in 1958 bij Het Parool, in eerste instantie als reportagetekenaar. Zijn eerste tekening in deze krant verscheen op 26 juli 1958 bij een bespreking van een Snip en Snaprevue. Later begon hij ook politieke tekeningen te maken. Hij startte in 1968 met de strip 'Vader & Zoon' in Het Parool. Deze politiek getinte strip over een dikke, ouderwetse, conservatieve vader in een altijd krijtstrepen pak en zijn slordig ogende, slanke, links-georiënteerde zoon werd met ongeveer 7000 tekeningen een groot succes en bleef tot in 1987 verschijnen. De krantenstrips van Vader & Zoon werden ook uitgegeven in een serie stripalbums. Hij tekende ook even in de jaren 70 enkele korte verhalen in de stripreeks Llewelyn Fflint voor het tijdschrift Pep.
Vanaf 1988 verzon hij zes keer per week een tekening met onderschrift voor de krant Het Parool in de serie 'Het dagelijks leven'. De humor in zijn tekeningen wordt wel omschreven als een vorm van leedvermaak, maar ook als weergave van het tijdsbeeld van de jaren 1980 en 1990. Veel van zijn tekeningen in deze stijl werden gebundeld in een serie Zorgelijke grappen. De eerste bundel in deze serie, Moeder ik ben niet gelukkig, kwam uit in 1973. Dezelfde stijl wordt aangehouden in (de altijd fout gespelde) Peter's Zeurkalender, een scheurkalender die sinds 1993 (Peter's Zeurkalender 1994) jaarlijks wordt uitgegeven.
Daarnaast publiceerde hij onder meer in Humo (de rubriek 'Doe ik 't goed?'), Penthouse en van 1969 tot 2014 wekelijks een politieke cartoon in Vrij Nederland. Voor het laatstgenoemde tijdschrift schreef hij tussen 1986 en 2000 ook een wekelijkse feuilleton over het 'slordig leven' van de alleenstaande 'Agnes'. Van 1984 tot 1986 begon hij met deze serie in Het Parool. In 1998 illustreerde hij het kinderboek Een Jongen en zijn Boom. In NRC Handelsblad publiceerde hij een geïllustreerde column.
In hetzelfde jaar kocht het Rijksmuseum Amsterdam meer dan vijftig van zijn tekeningen. Op 1 april 2012 stopte Peter van Straaten, na 24 jaar, met de tekeningen voor de serie 'Het dagelijks leven' in Het Parool. Hij publiceerde vanaf 2012 tot aan zijn overlijden wekelijks in dagblad de Volkskrant. Zijn laatste bundel kwam uit in 2015, Over Tekenen en Over Natuur, en zijn laatste tekening, Daar lag Engeland, op 2 augustus 2016 in de Volkskrant.
Vier jaar na zijn dood werd een grote collectie van zijn tekeningen door zijn familie en een aantal culturele fondsen geschonken aan het Allard Pierson Museum. en wordt er (vijf jaar na zijn dood) van 8 december 2021 - 8 mei 2022 een herdenkingstentoonstelling georganiseerd in het museum; waarbij acht gastconservatoren, waaronder Els Timmerman, de weduwe van Van Straaten, verschillende aspecten van zijn tijdloze werk onder de loep nemen.

## Persoonlijk
Hij was zoon van architect ir. Gerardus Lambertus (Gerard) van Straaten (1896-1978) en Cornelia de Kanter (1897-1985).
Op 1 maart 1962 trouwde hij met Marijke Vogtschmidt. Hun huwelijk duurde 28 jaar. Sinds 1992 deelde hij zijn (tweede) leven met Els Timmerman.
Zijn oudere broer Gerard was eveneens bekend als illustrator.

## Prijzen en onderscheidingen

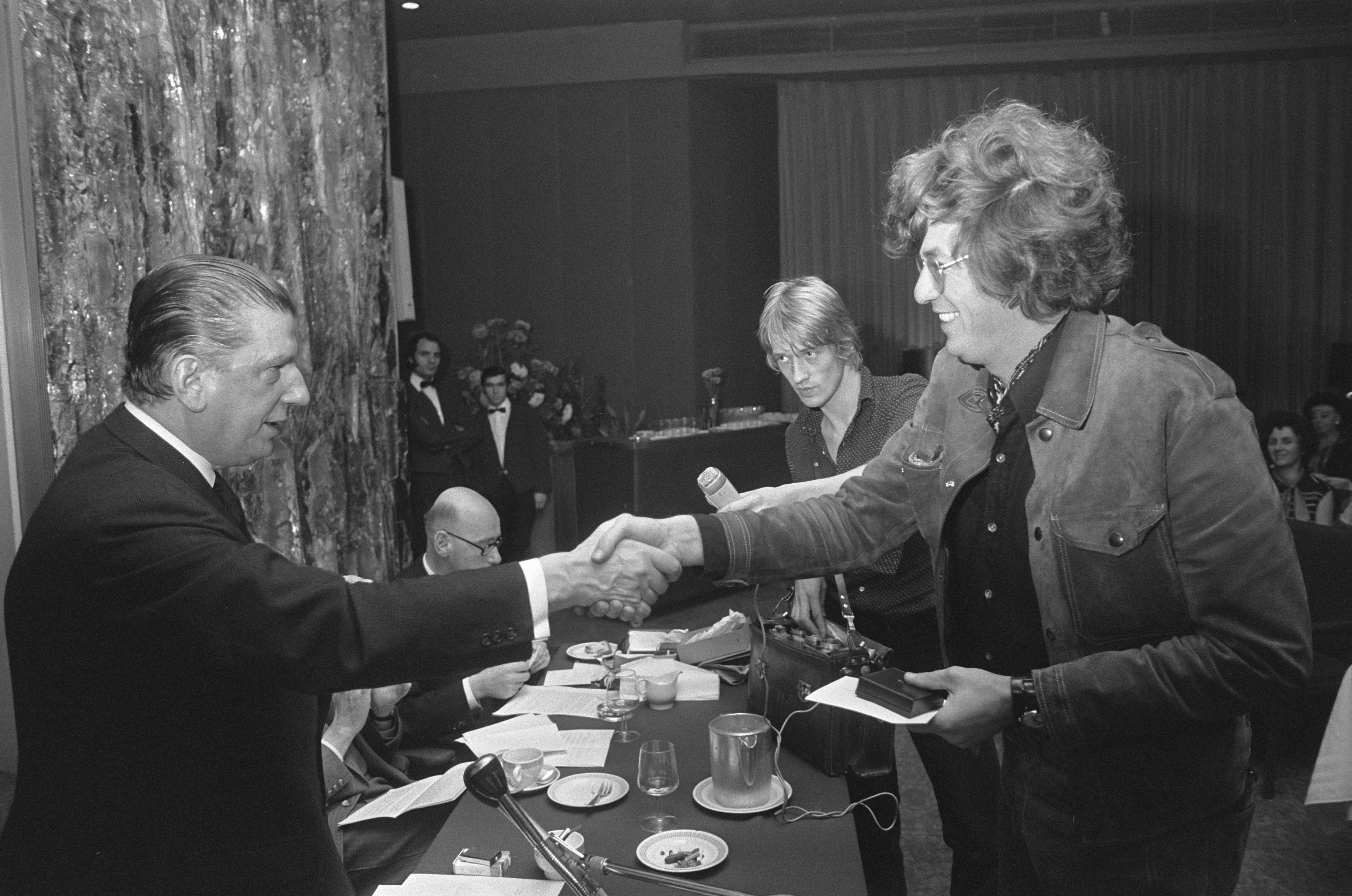
Onvangst LOF-prijs in 1972 door Peter van Straaten. (De radioverslaggever in het midden is Jan Lenferink)

- 1972 Mercur d'Or/LOF-prijs voor de Nederlandse journalistiek voor Vader & Zoon-strip.
- 1983 Stripschapprijs voor het gehele oeuvre
- 1988 Joop Klepzeiker-prijs voor Vader & Zoon-strip
- 1994 Prof. Pi-prijs voor het gehele oeuvre
- 1994 Inktspotprijs voor de beste politieke prent van het jaar
- 1996 Onderscheiden in de Orde van de Nederlandse Leeuw
- 1997 Inktspotprijs voor de beste politieke prent van het jaar
- 2003 Inktspotprijs voor de beste politieke prent van het jaar
- 2005 Zilveren medaille van de stad Amsterdam
- 2006 Gouden Ganzenveer
- 2010 Jacobus van Looyprijs (voor tekenaar- en schrijverschap)
- 2010 Inktspotprijs voor de beste politieke prent van het jaar
- 2011 Eredoctoraat van de Universiteit Leiden.
- 2016 Inktspotprijs voor de beste politieke prent van het jaar

Van Straaten won vijf keer de Inktspotprijs, de eerste keer in 1994, de tweede keer in 1997. Voor zijn prent over de affaire rond Mabel Wisse Smit ontving hij in 2003 de Inktspotprijs voor beste actuele cartoon. Op 11 januari 2011 kreeg Van Straaten voor de vierde keer de prijs uitgereikt en in september 2016 ontving hij de prijs voor zijn tekening 'Vluchtelingen', die op 3 november 2015 in de Volkskrant gepubliceerd werd.

## Werk in openbare collecties (selectie)
- Rijksmuseum Amsterdam[11]
- Teylers Museum
- Persmuseum
- Atlas Van Stolk